# لنگینیدر
لنگینیدر (به انگلیسی: Llangynidr) یک منطقهٔ مسکونی در بریتانیا است که در پویس واقع شده‌است. لنگینیدر ۱٬۰۳۶ نفر جمعیت دارد.

## تاریخچه
به سر ویلیام هربرت ، شوالیه قلعه راگلان ، درست پس از جلوس ادوارد چهارم در سال 1442 اعطا شد. در آن زمان این روستا قسمتی از ملک اربابی Tretower بود.
پس از آن زمین تا قرن نوزدهم و اوایل قرن بیستم در مالکیت Earls of Worcester بود که قسمت اعظم Llangynidr بخشی از پارک Glanusk Park بود.
در غرفه های جنوب شرقی روستا غار چارتیست نهفته است. نام این غار از سال 1839 ناشی می شود که شورشیان چارتیست از غار برای ذخیره سازی سلاح قبل از راهپیمایی خود به Newport استفاده می کردند. در ورودی غار پلاکی وجود دارد که اقدامات آنها را گرامی می دارد. 